# Kněždub
Kněždub (en allemand : Kniezdub) est une commune du district de Hodonín, dans la région de Moravie-du-Sud, en République tchèque. Sa population s'élevait à 1 100 habitants en 2020.

## Géographie
Kněždub se trouve à 6 km à l'est-sud-est de Strážnice, à 21 km à l'est-nord-est de Hodonín, à 68 km au sud-est de Brno et à 252 km au sud-est de Prague.
La commune est limitée par Žeraviny au nord, par Hroznová Lhota à l'est, par Hrubá Vrbka à l'est et au sud, et par Tvarožná Lhota, Strážnice et Vnorovy à l'ouest.

## Histoire
La première mention écrite de la localité date de 1475.